# Angelo Giacinto Scapardini
Angelo Giacinto Scapardini (Miasino, 22 dicembre 1861 – Vigevano, 20 maggio 1937) è stato un arcivescovo cattolico italiano.

## Biografia
Nato il 22 dicembre 1861 a Miasino, un paese in provincia di Novara affacciato sul Lago d'Orta, intraprese la carriera ecclesiastica ed entrò nell'Ordine dei Frati Predicatori.
Il 29 aprile 1909 venne nominato vescovo di Nusco; il 10 settembre 1910 venne elevato alla sede titolare arcivescovile di Antiochia di Pisidia e, il 23 settembre di quello stesso anno, fu trasferito alla sede titolare arcivescovile di Damasco.
Successivamente fu nunzio apostolico in Bolivia e Perù (dal 23 settembre 1910) e in Brasile (dal 4 dicembre 1916).
Il 27 luglio 1921 venne nominato arcivescovo, titolo personale, di Vigevano.
Morì all'età di 75 anni il 20 maggio 1937 a Vigevano e fu sepolto nella cappella dell'Istituto San Giuseppe delle Suore Domenicane.

## Genealogia episcopale e successione apostolica
La genealogia episcopale è:
- Cardinale Scipione Rebiba
- Cardinale Giulio Antonio Santori
- Cardinale Girolamo Bernerio, O.P.
- Arcivescovo Galeazzo Sanvitale
- Cardinale Ludovico Ludovisi
- Cardinale Luigi Caetani
- Cardinale Ulderico Carpegna
- Cardinale Paluzzo Paluzzi Altieri degli Albertoni
- Papa Benedetto XIII
- Papa Benedetto XIV
- Cardinale Enrico Enriquez
- Arcivescovo Manuel Quintano Bonifaz
- Cardinale Buenaventura Córdoba Espinosa de la Cerda
- Cardinale Giuseppe Maria Doria Pamphilj
- Papa Pio VIII
- Papa Pio IX
- Cardinale Gustav Adolf von Hohenlohe-Schillingsfürst
- Arcivescovo Salvatore Magnasco
- Cardinale Gaetano Alimonda
- Cardinale Agostino Richelmy
- Arcivescovo Angelo Giacinto Scapardini, O.P.

La successione apostolica è:
- Arcivescovo Helvécio Gomes de Oliveira, S.D.B. (1918)
- Vescovo Carloto Fernandes da Silva Távora (1920)